# Orbeil (Puy-de-Dôme)
Orbeil est une commune française située dans le département du Puy-de-Dôme, en région Auvergne-Rhône-Alpes, distante de 4,3 km d'Issoire.

## Géographie
Située en face d'Issoire, bordant l'Allier vers laquelle elle est tournée, mais s'élevant rapidement jusqu'aux hauteurs de Moidas et Ybois, la commune d'Orbeil est généreuse en panoramas.
| Saint-Yvoine | Yronde-et-Buron | Saint-Babel |
|              | Orbeil          | Aulhat-Flat |
| Issoire      | Parentignat     | Brenat      |

### Climat
Pour des articles plus généraux, voir Climat d'Auvergne-Rhône-Alpes et Climat du Puy-de-Dôme.
En 2010, le climat de la commune est de type climat océanique dégradé des plaines du Centre et du Nord, selon une étude du Centre national de la recherche scientifique s'appuyant sur une série de données couvrant la période 1971-2000. En 2020, Météo-France publie une typologie des climats de la France métropolitaine dans laquelle la commune est exposée à un climat de montagne ou de marges de montagne et est dans la région climatique  Nord-est du Massif Central, caractérisée par une pluviométrie annuelle de 800 à 1 200 mm, bien répartie dans l’année. 
Pour la période 1971-2000, la température annuelle moyenne est de 11,3 °C, avec une amplitude thermique annuelle de 16,4 °C. Le cumul annuel moyen de précipitations est de 694 mm, avec 8 jours de précipitations en janvier et 6,3 jours en juillet. Pour la période 1991-2020, la température moyenne annuelle observée sur la station météorologique de Météo-France la plus proche, « Issoire », sur la commune d'Issoire à 3 km à vol d'oiseau, est de 12,0 °C et le cumul annuel moyen de précipitations est de 610,7 mm,. Pour l'avenir, les paramètres climatiques de la commune estimés pour 2050 selon différents scénarios d'émission de gaz à effet de serre sont consultables sur un site dédié publié par Météo-France en novembre 2022.

## Urbanisme

### Typologie
Au 1er janvier 2024, Orbeil est catégorisée commune rurale à habitat dispersé, selon la nouvelle grille communale de densité à sept niveaux définie par l'Insee en 2022.
Elle est située hors unité urbaine. Par ailleurs la commune fait partie de l'aire d'attraction de Clermont-Ferrand, dont elle est une commune de la couronne,. Cette aire, qui regroupe 209 communes, est catégorisée dans les aires de 200 000 à moins de 700 000 habitants,.

### Occupation des sols
L'occupation des sols de la commune, telle qu'elle ressort de la base de données européenne d’occupation biophysique des sols Corine Land Cover (CLC), est marquée par l'importance des territoires agricoles (53,7 % en 2018), une proportion sensiblement équivalente à celle de 1990 (53,8 %). La répartition détaillée en 2018 est la suivante : 
forêts (34,4 %), zones agricoles hétérogènes (20,6 %), prairies (19,4 %), terres arables (13,7 %), milieux à végétation arbustive et/ou herbacée (7,5 %), zones urbanisées (4,4 %). L'évolution de l’occupation des sols de la commune et de ses infrastructures peut être observée sur les différentes représentations cartographiques du territoire : la carte de Cassini (XVIIIe siècle), la carte d'état-major (1820-1866) et les cartes ou photos aériennes de l'IGN pour la période actuelle (1950 à aujourd'hui).

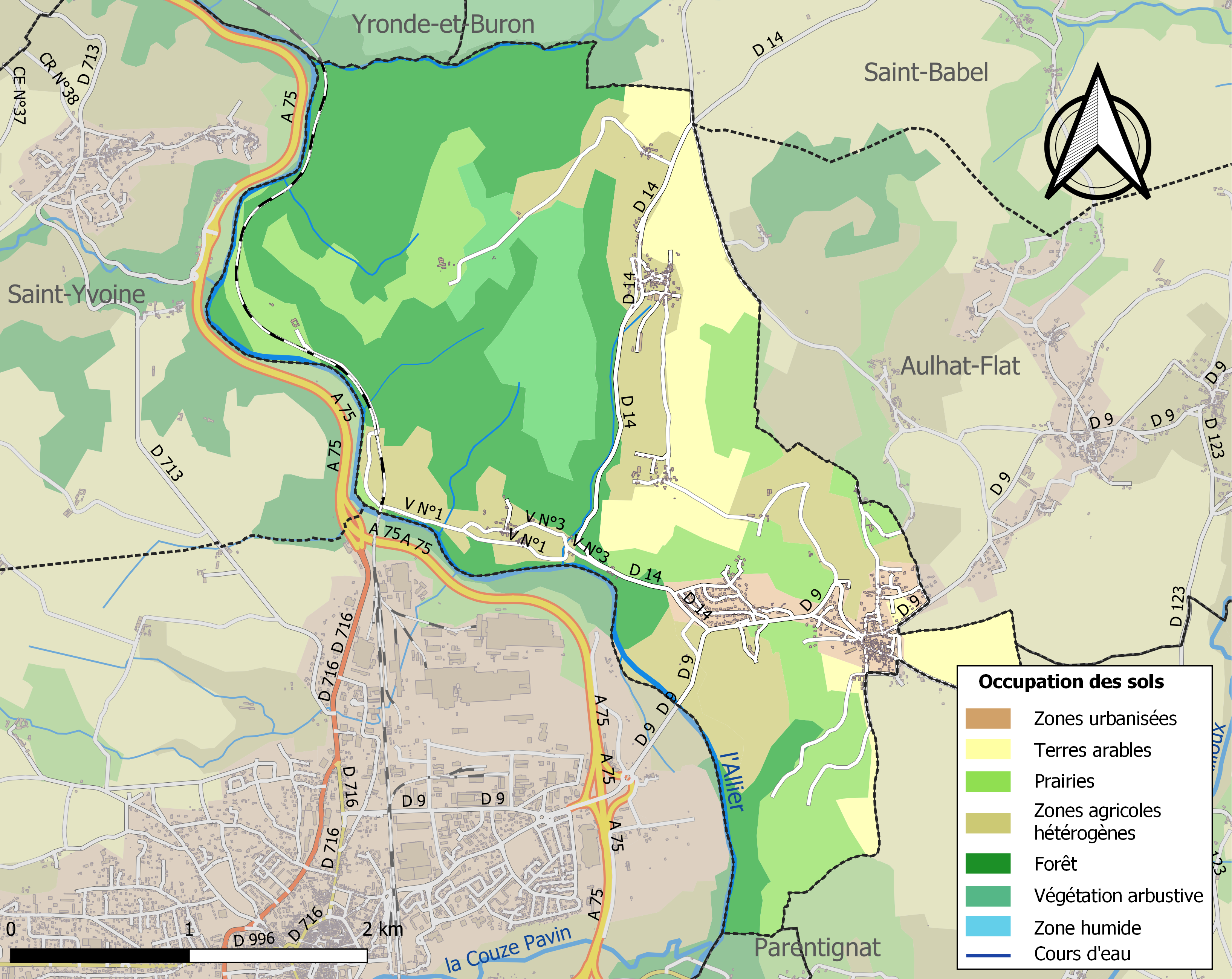
Carte des infrastructures et de l'occupation des sols de la commune en 2018 (CLC).

## Histoire
Orbeil est aussi une terre toute chargée d'histoire, dont les habitants vivaient encore au XIXe siècle de deux activités ancestrales : la vigne et la batellerie. Au temps où l'Allier était navigable, le fruit des récoltes était en effet embarqué au port du Perthus, pour des destinations parfois lointaines, puisque certaines des sapinières chargées de blé, de chanvre, de bois et de vins, approvisionnaient Paris.
Après le pont de Parentignat en 1831, le pont suspendu d'Orbeil, en 1872, a enfin permis de passer l'Allier sans bac. En 1969 a été construit un nouveau pont.
C'est dans ce village qu'a été tourné une partie du film Saboteurs embusqués en 1995.

## Politique et administration
| Période                                  | Période                    | Identité         | Étiquette | Qualité                          |
| ---------------------------------------- | -------------------------- | ---------------- | --------- | -------------------------------- |
| Les données manquantes sont à compléter. |                            |                  |           |                                  |
| avant 1981                               | ?                          | Annie Chalvignac | DVG       |                                  |
| mars 2001                                | mai 2020                   | Gérard Gourbeyre |           |                                  |
| mai 2020                                 | En cours (au 27 août 2020) | Bernard Merlen   |           | Retraité de la fonction publique |

## Population et société

### Démographie
L'évolution du nombre d'habitants est connue à travers les recensements de la population effectués dans la commune depuis 1793. Pour les communes de moins de 10 000 habitants, une enquête de recensement portant sur toute la population est réalisée tous les cinq ans, les populations de référence des années intermédiaires étant quant à elles estimées par interpolation ou extrapolation. Pour la commune, le premier recensement exhaustif entrant dans le cadre du nouveau dispositif a été réalisé en 2006.

En 2022, la commune comptait 881 habitants, en évolution de +5,01 % par rapport à 2016 (Puy-de-Dôme : +2,1 %, France hors Mayotte : +2,11 %).
| 1793 | 1800 | 1806 | 1821 | 1831 | 1836 | 1841 | 1846 | 1851 |
| ---- | ---- | ---- | ---- | ---- | ---- | ---- | ---- | ---- |
| 771  | 779  | 759  | 744  | 747  | 715  | 695  | 702  | 706  |

| 1856 | 1861 | 1866 | 1872 | 1876 | 1881 | 1886 | 1891 | 1896 |
| ---- | ---- | ---- | ---- | ---- | ---- | ---- | ---- | ---- |
| 691  | 623  | 589  | 584  | 585  | 567  | 591  | 585  | 567  |

| 1901 | 1906 | 1911 | 1921 | 1926 | 1931 | 1936 | 1946 | 1954 |
| ---- | ---- | ---- | ---- | ---- | ---- | ---- | ---- | ---- |
| 526  | 503  | 508  | 408  | 371  | 261  | 357  | 352  | 372  |

| 1962 | 1968 | 1975 | 1982 | 1990 | 1999 | 2006 | 2011 | 2016 |
| ---- | ---- | ---- | ---- | ---- | ---- | ---- | ---- | ---- |
| 355  | 369  | 504  | 663  | 692  | 703  | 765  | 834  | 839  |

| 2021 | 2022 | - | - | - | - | - | - | - |
| ---- | ---- | - | - | - | - | - | - | - |
| 870  | 881  | - | - | - | - | - | - | - |

## Culture locale et patrimoine

### Lieux et monuments

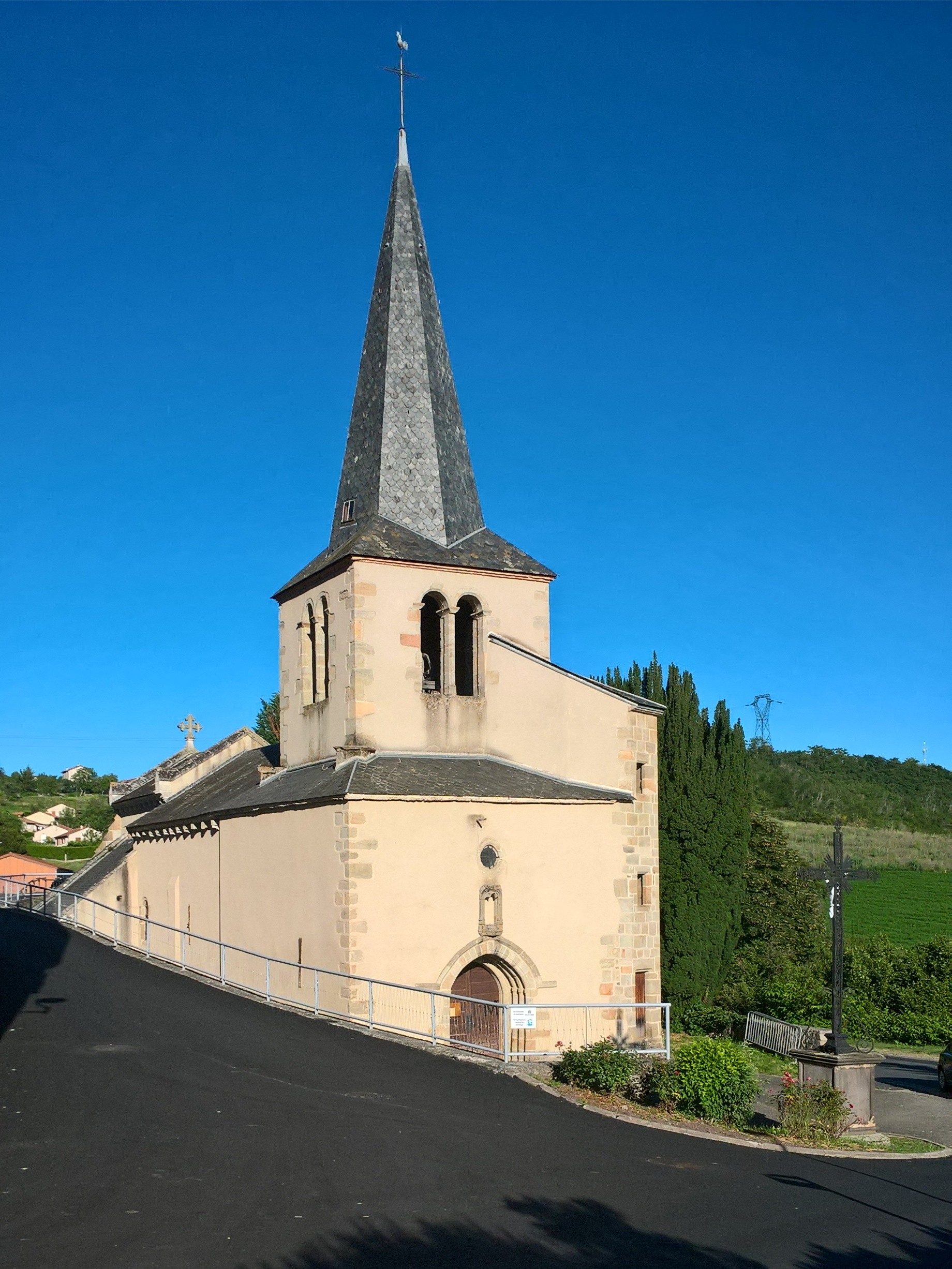
Église.

- Château d'Ybois où a fait étape Margot de Valois en 1586.
- Église.